# Макаров, Владимир Сергеевич (железнодорожник)
Макаров Владимир Сергеевич (1922 год, с. Долгоруково, Саратовская губ., РСФСР — ?) — советский железнодорожник, машинист паровозного депо г. Кандалакша. Почетный железнодорожник. Герой Социалистического Труда.

## Биография
Родился в 1922 году в селе Долгоруково Саратовской губернии (в настоящее время — Пензенской области). Русский. В 1941 году окончил Ленинградский техникум железнодорожного транспорта им. Ф.Э. Дзержинского. В том же году начал работать помощником машиниста, а затем и машинистом в железнодорожном депо г. Кандалакша Кировской магистрали.  
В годы Великой Отечественной войны продолжал работать машинистом — водил составы со стратегическими грузами, неоднократно попадая под бомбардировки вражеской авиации.
1 августа 1959 года Указом Президиума Верховного Совета СССР за выдающиеся успехи, достигнутые в деле развития железнодорожного транспорта, Владимиру Макарову было присвоено звание Героя Социалистического Труда с вручением ордена Ленина и золотой медали «Серп и Молот».

## Награды
- Орден Ленина (1959 год)
- Медаль «За трудовое отличие» (1953 год)[1][2]